# Leptostylopsis testaceus
Leptostylopsis testaceus es una especie de escarabajo longicornio del género Leptostylopsis, tribu Acanthocinini, familia Cerambycidae. Fue descrita científicamente por Frölich en 1792.

## Distribución
Se distribuye por Granada, República Dominicana, Santa Lucía y San Vicente y las Granadinas. El período de vuelo ocurre en los meses de marzo y abril.